# Australischer Süßwasserhering
Der Australische Süßwasserhering (Nematalosa erebi) ist eine von zwei Arten aus der Familie der Dorosomatidae, die überwiegend im Süßwasser Australiens vorkommen. Der schwarmbildende, silbrige Fisch wird dort Bony Bream genannt.

## Merkmale
Die Fische dieser Art können bis zu 32 cm lang werden, meist sind es jedoch nur 15 bis 20 cm. Das Maul ist stumpf, die Rückenflosse im hinteren Bereich lang ausgezogen, der Körper relativ hochrückig und silbrig gefärbt. Manchmal wird er zum Rücken hin grau oder grünlich. Es gibt keine Seitenlinie.
Die Rückenflosse besteht aus 14–19, die Afterflosse aus 17–27, die Brustflossen aus 14–18 und die Bauchflossen aus 8 Flossenstrahlen. Die Anzahl der vertikalen Schuppenreihen beträgt 40–46.

## Verbreitung und Habitat
Der Australische Süßwasserhering ist einer der verbreitetsten und häufigsten Fische im Inneren Australiens. Dort kommt er in Gewässern vor, die in den Indischen Ozean (Pilbara), in die Timorsee oder in den Golf von Carpentaria entwässern, sowie in Gewässern der Nordostküste, im Murray-Darling-Becken und im Einzugsgebiet des Lake Eyre.
Die anpassungsfähigen Fische kommen in unterschiedlichen Habitaten vor. Meist sind es flache und stehende Bereiche von oft trüben Flüssen. Die Fische leben aber auch in Wasserlöchern oder in artesischen Quellen in der Wüste oder in größeren, manchmal salzhaltigen Seen. Der Australische Süßwasserhering toleriert Wassertemperaturen von 9 bis 38 °C und pH-Werte von 4,8 bis 8,6. Obwohl sie große Unterschiede der Temperatur und des pH-Wertes tolerieren, reagieren sie relativ empfindlich auf Sauerstoffmangel, daher sind sie diejenige Fischart, die zuerst abstirbt, wenn die für das Innere Australiens typischen temporären Gewässer beginnen auszutrocknen.

## Lebensweise
Die Australischen Süßwasserheringe leben in Schwärmen in der Nähe des Gewässergrundes, wo sie dort wachsende Algen abweiden. Außerdem fressen sie Detritus und kleine Wirbellose.
Im Süden des Verbreitungsgebiets erfolgt die Fortpflanzung vom australischen Frühling bis zum Frühsommer. Im Norden des Verbreitungsgebiets kann die Fortpflanzung auch zwei- oder dreimal im Jahr stattfinden. Dabei werden an der Oberfläche große Mengen an kleinen, schwimmenden Eiern ausgestoßen.